# Sarāb-e Dārāb
Sarāb-e Dārāb (persiska: سراب داراب) är en ort i Iran.   Den ligger i provinsen Lorestan, i den västra delen av landet, 400 km sydväst om huvudstaden Teheran. Sarāb-e Dārāb ligger 1 668 meter över havet och antalet invånare är 200.
Terrängen runt Sarāb-e Dārāb är huvudsakligen kuperad, men åt nordväst är den bergig.Runt Sarāb-e Dārāb är det ganska tätbefolkat, med 72 invånare per kvadratkilometer. Närmaste större samhälle är Chaghalvandī, 4,6 km nordost om Sarāb-e Dārāb. Omgivningarna runt Sarāb-e Dārāb är i huvudsak ett öppet busklandskap.